# Кота Кинабалу
Кота Кинабалу (енгл. Kota Kinabalu) главни град је државе Сабах у Малезији. Такође је главни град округа Кота Кинабалу, као и дивизије западне обале Сабах. Град се налази на северозападној обали Борнеа окренут према Јужно кинеском мору. Национални парк Тунку Абдул Рахман лежи на његовом западу, а планина Кинабалу по којој је град добио име, налази се на истоку. Према попису становништва из 2010, Кота Кинабалу има 452.058 становника, а заједно са подручјима Пенампоманг и Путаомтан, подручје има 628.725 становника.
У 15. веку подручје Кота Кинабалу било је под утицајем Брунејске империје. У 19. веку, британска компанија Саба прво је основала насеље у близини острва Гаја. Међутим, уништио га је пожар 1897. У јулу 1899. године место које се налази насупрот острва Гаја идентификовано је као погодно место за насељавање. Развој на том подручју започет је убрзо након тога; а место је добило име „Апи-апи“ пре него што је преименовано по заменику председавајућег британске компаније Северни Борнео у „Јеселтон“. Јеселтон је постао главна трговачка лука у том подручју и био је повезан са северном железницом Борнео. Јеселтон је у великој мери уништен током Другог светског рата. Јапанска окупација Јеселтона изазвала је неколико локалних побуна, посебно Јеселтонову побуну, али су их Јапанци на крају поразили. После рата, британска компанија Северни Борнео није успела да финансира високе трошкове реконструкције и место је уступљено британској крунској колонији. Она је прогласила Јеселтон новом престоницом Северног Борнеа 1946. године и започела обнову града. Након формирања Малезије, Северни Борнео је преименован у Сабах. Године 1967, Јеселтон је преименован у Кота Кинабалу (Кота је малајска реч за тврђаву, Кинабала по планини Кинабала). Кота Кинабала је добила статус града 2000. године.
Кота Кинабала је често позната као КК и у Малезији и на међународном нивоу. Главно је туристичко одредиште и капија за путнике који посећују Сабах и Борнео. Парк Кинабалу се налази око 90 километара од града, а у граду и око њега има много других туристичких атракција. Кота Кинабалу је такође један од главних индустријских и комерцијалних центара Источне Малезије. Ова два фактора чине Кота Кинабалу једним од најбрже растућих градова у Малезији.

## Етимологија
Кота Кинабалу је добио име по планини Кинабалу, која се налази око 50 километара североисточно од града. Кинабалу је изведено од имена Аки Набалу што значи „поштовано место мртвих“. Аки значи „преци“ или „деда“, а Набалу је назив за планину на душунском језику. Такође постоји извор који тврди да је тај израз настао од Ки Набалу, Ки што значи „имати“ или „постојати“, а Набалу што значи „дух мртвих“.
Кота је малајска реч за „тврђаву“ или „град“. Такође се формално користи у неколико других малезијских градова, на пример, Кота Бару, Кота Тинги и Кота Кемунинг. Такође се може користити неформално да се односи на било које градове. Отуда би директан превод имена Кота Кинабалу на енглески језик био „Град Кинабалу“ или „Кинабалу град“.

### Оригинална имена
Поред Јеселтона, постоје и друга старија имена за Кота Кинабалу. Најпопуларнији је Апи-Апи, или једноставно Апи, што је малајска реч која значи „Ватра“. Венди Ло Суарт је у својој књизи о северном Борнеу, The Lingering Eye, написала: „У државном музеју Сабах постоји холандска карта Борнеа и Сулавесија из 1657. године у којој је насеље, на коме је требало да пише Јеселтон, јасно означено као Апи Апи. Можда има неку везу са приморским дрветом које носи исто име“. Постоје тврдње, међутим, да је Кота Кинабалу заправо добио име по оближњој реци званој Сунгаи Апи-Апи. На кинеском, град је и даље познат под називом „Апи“, што је изговор Хака за 亚庇 (поједностављени кинески; традиционални кинески: 亞庇).
Друго предложено историјско име је Деасока, што на бајау језику отприлике значи „испод кокосовог дрвета“. Мештани Бајауа наводно су користили ово име да би означили село у јужном делу града које је било испуњено кокосовим дрвећем. Још једно име било је Сингах Мата, што дословно значи „пролазно око“, али се слободно може превести као „угодно оку“. То је име за које се тврди да су га дали рибари са острва Гаја, мислећи на појас копна који је данашњи центар Кота Кинабала. Данас су сва ова имена овековечена као имена улица или зграда око града. Неки примери су Апи-Апи центар и улица Сингах Мата.

## Историја
Од 15. века подручје Јеселтона било је под утицајем Брунејске империје. Крајем 1800-их, британска компанија Северни Борнео почела је да оснива колоније широм Северног Борнеа. Године 1882. британска компанија Северни Борнео је основала мало насеље на подручју познатом као залив Гаја, у којем су већ живели Баџаи. Прво насеље било је на острву Гаја. Године 1897. ово прво насеље спалио је и уништио староседелачки поглавар.
Након уништења, британска компанија Северни Борнео је одлучила да пресели насеље на лакше одбрањено копно у заливу Гантиан (данас залив Сепангар) 1898. Међутим, утврђено је да је та локација неприкладна и у јулу 1899, Хенри Вокер, комесар, идентификовао је 30 acres (12 ha) локалитета насупрот острва Гаја као замена за Гантиан. Ово рибарско село названо Апи-Апи одабрано је због близине северне железнице Борнео и његове луке која је пружала добро сидриште, које је било до 24 стопа дубоко.
Крајем 1899. године започета је градња продајних места, пристаништа и владиних зграда. Овај нови административни центар преименован је у Јеселтон по Чарлсу Јеселу, који је тада био потпредседник британске компаније Северни Борнео. На крају, Јеселтон је постао главно трговачко место Северног Борнеа, продавајући гуме, мед и восак. Северна железница Борнео коришћена је за превоз робе до луке Јеселтон. Побуне у Малају и Бајау у то доба нису биле реткост, а британске компаније Северни Борнео је радио на угушавању дуготрајне претње гусара у региону. Јеселтон је претрпео велико разарање када су га Британци срушили приликом повлачења од Јапанаца и претрпео је још разарања када су га савезници бомбардовали 1945. Након јапанског преузимања Борнеа, поново је преименован у Апи. У Апију се догодило неколико побуна против јапанске царске војне администрације. Једна велика побуна у граду догодила се 10. октобра 1943. Јапанске снаге угушиле су побуну након што је њен лидер Алберт Квок ухапшен и погубљен 1944. У каснијим фазама рата, оно што је остало од града било је поново уништавано савезничким бомбардовањем даноноћно током више од шест месеци у оквиру кампање Борнео 1945. године, а само три зграде су остале. Рат на Северном Борнеу завршен је званичном предајом јапанске 37. армије од стране генерал-потпуковника Масао Баба у Лабуану 10. септембра 1945.
Након рата на ивици банкрота, британска компанија Северни Борнео вратила се да управља Јеселтоном, али није могла да финансира огромне трошкове реконструкције. Дали су контролу над Северним Борнеом крунској колонији 18. јула 1946. Нова колонијална влада изабрала је да обнови Јеселтон као главни град Северног Борнеа уместо Сандакана, који је такође уништен ратом. Администрација крунске колоније дизајнирала је план, касније познат као „План обнове и развоја колонијалне канцеларије за Северни Борнео: 1948—1955“, за обнову Северног Борнеа. Овај план под условом £6.051.939 за обнову инфраструктуре у Северном Борнеу. Када је крунска колонија Северног Борнеа заједно са Сараваком, Сингапуром и Малаксом Федерацијом формирала Федерацију Малезије 1963. године, постала је позната као Сабах, а Јеселтон је остао њен главни град. Државна законодавна скупштина под водством министра Мустафе Харуна усвојила је 22. децембра 1967. године закон о преименовању Јеселтона у Кота Кинабалу. Граду је статус додељен 2. фебруара 2000.

## Главни град
Будући да је главни град Сабаха, Кота Кинабалу има важну улогу у политичкој и економској добробити становништва целе државе. Ту је седиште државне владе у којој су средишта готово свих њихових министарстава и владиних агенција. Већина малезијских федералних владиних агенција и одељења, такође, се налазе у Кота Кинабалу. Законодавна скупштина државе Сабах налази се у оближњем заливу Ликас. Постоје четири члана парламента (посланици) који представљају четири парламентарне изборне јединице у граду: Сепангар, Кота Кинабалу, Путатан, Туаран и Пенампанг. Град такође бира девет представника у државно законодавно тело из округа државне скупштине Карамбунаи, Инанам, Ликас, Апи-Апи, Луианг, Тањунг Ару, Петагас, Кепаиан, Сегама, Менгатал, Туаран, Лидо и Моиог.

### Локална власт и дефиниција града
Град је под управом Кота Кинабалу. Тренутни градоначелник Кота Кинабалу је Нордин Симан, који је од Јо Бун Јаја преузео дужност 1. јануара 2019. Илијас је заузврат постао други градоначелник града 2006. године. Статус града добио је 2. фебруара 2000. а пре тога њиме је управљало општинско веће/градска кућа Кота Кинабала. 
Град је дефинисан у границама округа Кота Кинабалу, некадашње општине. Са површином од 351 квадратни километар, то је најмањи, али најмногољуднији округ у Сабаху. Обухвата Тањунг Ару и Кепаиан на југу, до Телипока и Сепангара на северу. Градско пространство града, међутим, простире се у округу Пенампанг на југу градске границе, који укључује градове Донгонгон и Путатан. Комбиновано подручје округа Кота Кинабалу и суседних изграђених подручја у Пенампангу и Путатану познато је под називом Велика Кота Кинабалу. Округ Пенампанг има површину од 466 квадратних километара, а њиме управља веће округа Пенампанг.
На једном крају скале, Кота Кинабалу се понекад може односити само на локално становништво, посебно на центар града или централну пословну четврт у близини мора према острву Гаја. На другом крају скале, она може да се односи на метрополитанско подручје које обухвата урбанистички Кота Кинабалу (Велика Кота Кинабалу), и околне градове Папар и Кинарут на југу, и Туаран и Тампарули на северу.

## Географија
Кота Кинабалу се налази на западној обали Сабаха. Град лежи на уској равници између ланца Крокер на истоку и Јужног кинеског мора на западу. У близини обале града налази се шест острва. Највеће је острво Гаја, место првог британског насеља. Тамо живи приближно 8.000 људи. Мања острва, углавном ненасељена, названа су острво Сапи, Манукан, Сулуг, Мамутик и Сепангар на северу. Острво Сепангар налази се северно од националног парка насупрот залива Сепангар.
Равно земљиште има закупину у центру града и постоји строго ограничење висине зграда: аеродром је 7 km удаљен, а град је директно на путу лета. Већина централног пословног округа данас је изграђен на амелиорацији од мора. Првобитни локални биљни свет је углавном нестао, али неколико брда у граду (превише стрма за градњу) и даље је прекривено тропском кишном шумом. На подручју Ликаског залива остаци простране шуме мангрове су скоро изгубљени. Године 1996. државна влада прогласила је 24 acres (9,7 ha) шуме као заштићено подручје. Ова шума је данас позната као градско уточиште птица Кота Кинабалу. Уточиште је додатно заштићено као државно културно наслеђе 1998. године.
Пет острва (Гаја, Сапи, Манукан, Сулуг, Мамутик) насупрот града и њихове околне воде, такође су очувани као Национални парк Тунку Абдул Рахман. Парк је добио име у част првог премијера Малезије Тунку Абдул Рахмана. Парк је рекреативно место за туристе и локално становништво. Градски центар Кота Кинабалу, који се углавном састоји од предузећа и владе, укључује Карамунсинг, лучку област (Тањунг Липат), Сигнал Хил, аеродром Кампунг, Синсуран, Сегама, Стари град, Бандаран Берјаиа, Апи-Апи, луку Сутера и Сембулан. Град непрекидно расте, а ширење урбаних подручја протеже се на градове Инанам, енгатал, Сепангар, Телипок и јужно од границе округа до Пенампанга, Путатана и Лок Кавија. Кота Кинабалу је генерално изолован од остатка земље; налази се на око 1.624 km од Куала Лумпура на полуострву Малезија и 804 km из Кучинга у суседној држави Саравак.

### Клима
Кота Кинабалу одликује се тропском прашумском климом са константно високим температурама и значајном количином кише и високом влажношћу током године. Два превладавајућа Монсуна који карактеришу климу овог дела Сабаха су североисточни и југозападни монсун. Североисточни монсун се јавља између новембра и марта, док се југозападни монсун јавља између маја и септембра. Постоје и два узастопна међумонсуна од априла до маја и од септембра до октобра.
Током периода 1995—2004, просечна температура Кота Кинабалу кретала се од 26 °C до 28 °C . Април и мај су најтоплији месеци, док је јануар најхладнији. Просечна годишња количина падавина је око 2.400 милиметара и изразито варира током целе године. Фебруар и март су типично најсувљи месеци, док падавине досежу врхунац у међимонском периоду у октобру. Брзина ветра се креће од 5,5 до 7,9 m/s током североисточног монсуна, али је знатно нижа на 0,3 до 3,3 m/s током југозападног монсуна.
| Клима Кота Кинабалу (1971—2000, екстреми 1946—1999)                                                           | Клима Кота Кинабалу (1971—2000, екстреми 1946—1999) | Клима Кота Кинабалу (1971—2000, екстреми 1946—1999) | Клима Кота Кинабалу (1971—2000, екстреми 1946—1999) | Клима Кота Кинабалу (1971—2000, екстреми 1946—1999) | Клима Кота Кинабалу (1971—2000, екстреми 1946—1999) | Клима Кота Кинабалу (1971—2000, екстреми 1946—1999) | Клима Кота Кинабалу (1971—2000, екстреми 1946—1999) | Клима Кота Кинабалу (1971—2000, екстреми 1946—1999) | Клима Кота Кинабалу (1971—2000, екстреми 1946—1999) | Клима Кота Кинабалу (1971—2000, екстреми 1946—1999) | Клима Кота Кинабалу (1971—2000, екстреми 1946—1999) | Клима Кота Кинабалу (1971—2000, екстреми 1946—1999) | Клима Кота Кинабалу (1971—2000, екстреми 1946—1999) |
| Показатељ \ Месец                                                                                             | .Јан.                                               | .Феб.                                               | .Мар.                                               | .Апр.                                               | .Мај.                                               | .Јун.                                               | .Јул.                                               | .Авг.                                               | .Сеп.                                               | .Окт.                                               | .Нов.                                               | .Дец.                                               | .Год.                                               |
| --- | --------------------------------------------------- | --------------------------------------------------- | --------------------------------------------------- | --------------------------------------------------- | --------------------------------------------------- | --------------------------------------------------- | --------------------------------------------------- | --------------------------------------------------- | --------------------------------------------------- | --------------------------------------------------- | --------------------------------------------------- | --------------------------------------------------- | --------------------------------------------------- |
| Апсолутни максимум, °C (°F)                                                                                   | 35,0 (95)                                           | 34,2 (93,6)                                         | 35,7 (96,3)                                         | 35,6 (96,1)                                         | 35,3 (95,5)                                         | 35,6 (96,1)                                         | 34,1 (93,4)                                         | 35,0 (95)                                           | 34,0 (93,2)                                         | 33,3 (91,9)                                         | 33,5 (92,3)                                         | 32,4 (90,3)                                         | 35,7 (96,3)                                         |
| Максимум, °C (°F)                                                                                             | 30,4 (86,7)                                         | 30,7 (87,3)                                         | 31,5 (88,7)                                         | 32,2 (90)                                           | 32,1 (89,8)                                         | 31,8 (89,2)                                         | 31,5 (88,7)                                         | 31,6 (88,9)                                         | 31,4 (88,5)                                         | 31,2 (88,2)                                         | 31,0 (87,8)                                         | 30,9 (87,6)                                         | 31,4 (88,5)                                         |
| Минимум, °C (°F)                                                                                              | 22,9 (73,2)                                         | 23,0 (73,4)                                         | 23,4 (74,1)                                         | 24,1 (75,4)                                         | 24,3 (75,7)                                         | 24,0 (75,2)                                         | 23,7 (74,7)                                         | 23,7 (74,7)                                         | 23,7 (74,7)                                         | 23,6 (74,5)                                         | 23,5 (74,3)                                         | 23,3 (73,9)                                         | 23,6 (74,5)                                         |
| Апсолутни минимум, °C (°F)                                                                                    | 18,0 (64,4)                                         | 17,0 (62,6)                                         | 18,0 (64,4)                                         | 18,0 (64,4)                                         | 18,0 (64,4)                                         | 18,0 (64,4)                                         | 17,0 (62,6)                                         | 16,0 (60,8)                                         | 17,0 (62,6)                                         | 19,0 (66,2)                                         | 18,0 (64,4)                                         | 18,0 (64,4)                                         | 16,0 (60,8)                                         |
| Количина кише, mm (in)                                                                                        | 104,8 (4,126)                                       | 73,4 (2,89)                                         | 50,5 (1,988)                                        | 114,2 (4,496)                                       | 216,2 (8,512)                                       | 279,4 (11)                                          | 262,7 (10,343)                                      | 270,3 (10,642)                                      | 285,2 (11,228)                                      | 345,8 (13,614)                                      | 302,4 (11,906)                                      | 242,3 (9,539)                                       | 2.547,2 (100,283)                                   |
| Дани са кишом (≥ 1.0 mm)                                                                                      | 8                                                   | 7                                                   | 6                                                   | 8                                                   | 12                                                  | 13                                                  | 13                                                  | 13                                                  | 14                                                  | 16                                                  | 17                                                  | 13                                                  | 140                                                 |
| Релативна влажност, %                                                                                         | 83                                                  | 82                                                  | 81                                                  | 80                                                  | 81                                                  | 80                                                  | 79                                                  | 78                                                  | 81                                                  | 82                                                  | 83                                                  | 83                                                  | 81                                                  |
| Сунчани сати — месечни просек                                                                                 | 187,7                                               | 194,8                                               | 233,4                                               | 245,3                                               | 228,8                                               | 197,6                                               | 204,9                                               | 196,7                                               | 180,7                                               | 191,9                                               | 192,5                                               | 197,5                                               | 2.451,8                                             |
| Извор #1: Светска метеоролошка организација                                                                   |                                                     |                                                     |                                                     |                                                     |                                                     |                                                     |                                                     |                                                     |                                                     |                                                     |                                                     |                                                     |                                                     |
| Извор #2: Национална управа за океане и атмосферу (1961—1990), Метеоролошка служба Немачке (екстреми и влага) |                                                     |                                                     |                                                     |                                                     |                                                     |                                                     |                                                     |                                                     |                                                     |                                                     |                                                     |                                                     |                                                     |

## Демографија
Није било званичних или популарних придева или Демонима који би описали народ Кота Кинабалу. Једноставан начин за описивање становника града је „оранг КК“, где оранг значи „особа“ или „народ“ на малајском. Изрази „КК-итес“ и „КК-ианс“ такође су коришћени у ограниченој мери. Људи из Сабаха зову се Сабахани.

### Етничка припадност и религија
Подаци се заснивају на попису одељења за статистику Малезије из 2010. године.
| Етничке групе у Кота Кинабалу, 2010 | Етничке групе у Кота Кинабалу, 2010 | Етничке групе у Кота Кинабалу, 2010 |
| Етницитет                           | Популација                          | Проценат                            |
| ----------------------------------- | ----------------------------------- | ----------------------------------- |
| Кинески                             | 93.429                              | 20,7%                               |
| Баџао                               | 72.931                              | 16.13%                              |
| Кадазан-Дусун                       | 69.993                              | 15,5%                               |
| Бумипутри                           | 59.607                              | 13,2%                               |
| Брунејски Малезијци                 | 35.835                              | 7,9%                                |
| Мурут                               | 2.518                               | 0,6%                                |
| Индијци                             | 2.207                               | 0,5%                                |
| Остали                              | 5.482                               | 1,21%                               |
| Немалајски                          | 110.556                             | 24,5%                               |

Извештај о попису становништва у Малезији из 2010. процењује да је становништво Кота Кинабалу износило 452.058. Становништво града данас је мешавина многих различитих раса и етничких група. Немалајски грађани чине највећу групу у граду са 110.556 људи, а затим Кинези (93.429), Баџао (72.931), Кадазан-Дусун (69.993), остали Бумипутре (59.107), брунејски Малезијци (35.835), Мурут (2.518), Индијци (2.207) и остали (5.482). Кинези су углавном Хакаси и углавном живе у области Луианг. Такође постоји бројна популација која говори кантонски језик и мање заједнице Кинеза који говоре хокиен и фуџоу, расуте по свим деловима града. Већина говорника фуџоу, емигрирала је у Сабах из суседне малезијске државе Саравак. Округ Пенампанг насељен је углавном становницима Кадазана, док Бајаус и Дусунс углавном живе у Ликасу, Сембулану, Инанаму, Менгаталу, Сепангару и Телипоку. Малезијци из Брунеја и Сулуција су муслимани. Кадазан-Дусунс, Мурутс, Рунгус и Лун Баванг углавном се баве народним облицима хришћанства, ислама или анимизма, док су Кинези углавном будисти, таоисти или хришћани. У граду постоје бројне римокатоличке, базелске (лутеранске), англиканске, евангеличке и методистичке цркве. Мали број хиндуса, сикиза, анимизама, и секулариста се такође могу наћи.
У граду такође живи бројна филипинска популација. Први талас миграната стигао је крајем 15. века током шпанске колонизације, док је каснији талас стигао почетком 1970-их, отеран од Филипина тамошњим политичким и економским неизвесностима. Већина ранијих миграната натурализовани су као држављани Малезије. Међутим, још увек има неколико Филипинаца који живе у граду без одговарајуће документације као илегални имигранти. Већина миграната је из јужних делова Филипина. У граду се такође налазе имигранти из Индонезије.
По граду је раштркано мало становништва Индијаца, Пакистанаца и Евроазијаца. У новије време, такође, се повећао број исељеника који живе у граду, било привремено или трајно. Већина их долази из Кине, Јужне Кореје, Јапана, Аустралије, Тајвана и Европе. Међурасни бракови нису неуобичајени, а кадазановско-кинески бракови су посебно чести. Мешовито потомство Кадазана и Кинеза назива се Сино-Кадазанима или једноставно „Синосом“.

### Језици
Народ Кота Кинабалу углавном говори малајски, са креолским језиком. Међутим, како је готово 50% становника Кота Кинабалу кинеског порекла, такође се широко говори кинески. Међу Кинезима, најчешће говорене хејџоу (поједностављени кинески: 惠阳 客家 话; традиционални кинески: 惠陽 客家 話) и мандарински. Поред тога, већина Кинеза може да говори кантонски, иако са различитим нивоима течности. Готово сви становници такође могу да говоре енглески језик, посебно млађа генерација. Међутим, некима је тешко да говоре течно због ограниченог речника и општег недостатка употребе енглеског језика.
Сматра се да је број говорника Кадазан-Дусун знатно опао у целој држави Сабах, посебно у већим градовима или градовима попут Кота Кинабалу. Међутим, неки су се потрудили да оживе употребу језика. Кадазан се сматра умирујућим језиком, заједно са културом етничких Кадазана.

## Економија
Поред главног града, Кота Кинабалу је и главни индустријски и комерцијални центар Сабаха. У економији доминира примарни сектор индустрије. Историјски гледано, секундарни сектор је доминирао економијом, али због брзе урбанизације и економског развоја овај сектор економије полако пропада. У новије време постало је очигледније помицање ка терцијарнијој индустрији, посебно у погледу процвата у туристичкој индустрији. Многе државне, националне и међународне комерцијалне банке, као и неке осигуравајуће компаније имају овде седишта или представништво. Кинеско становништво у иностранству, такође, доприноси развоју Кота Кинабале од њихове имиграције крајем 19. века. Њихова првобитна улога често је била радник, а данас многи Кинези раде као власници трговина.
Бројне индустријске и производне компаније, такође, имају своје фабрике овде, посебно у индустријским окрузима Ликас, Коломбонг и Инанам. Текућа изградња 8.320-acre (33,7 km2) индустријског парка Кота Кинабалу у Сепангару намењена је јачању индустријске и комерцијалне активности града, чинећи га великим центром раста у Источној Малезији, као и за регион Брунеј-Индонезија-Малезија-Филипини. Кота Кинабалу такође сваке године угошћује бројне националне, регионалне и међународне конференције или сајмове, укључујући двогодишњи Sabah International Expo, азијско-пацифичку конфедерацију Уједињених нација о трговини и развоју, аустралијски инжењерски конгрес и многе друге. Ови догађаји се обично одржавају или у трговинском центру Сабах или у одмаралишту.

## Превоз

### Путеви
Интерни путеви који повезују различите делове града су обично државни путеви које гради и одржава државно одељење за јавне радове. Већина главних унутрашњих путева су двоструки коловози. Један од главних путева овде је обилазни пут Линтас-Туаран, који заједно служи готово као кружни пут, кружећи градом и повезујући округе и предграђа која окружују град, а то су Путатан, Пенампанг, Луианг, Ликас, Инанам, Менгатал, Сепангар и Туаран. Тренутно нема аутопута у граду или било којем другом делу Сабаха. Град је аутопутевима повезан са осталим градовима у Сабаху. То су углавном савезни путеви које одржава државно одељење за јавне радове. Аутопутеви од Кота Кинабалу укључују:
- Кота Кинабалу — Туаран — Тампарули — Кота Белуд — Кота Маруду — Питас — Кудат
- Кота Кинабалу — Пенампанг — Путатан — Лок Кави — Папар — Беауфорт — Синдумин (део аутопута Пан Борнео)
- Кота Кинабалу — Пенампанг — Тамбунан — Кенингау — Теном — Набаван — Калабакан — Тавау (комплетирање јужне руте у Сабаху, део аутопута Пан Борнео)
- Кота Кинабалу — Туаран — Тампарули — Кундасанг — Ранау — Телупид — Сандакан — Тавау

#### Јавни превоз
У граду саобраћају редовне аутобуске линије. Поред аутобуса, минибусеви или комбији се користе као алтернативни вид јавног превоза. У центру града постоје два главна аутобуска стајалишта. Терминал дуж пута Тун Разак пружа аутобуске услуге до различитих делова града и његових периферија, док терминал КК Сентрал пружа међуградске услуге до одредишта јужно од града (Папар, Беауфорт, Сипитанг, Лимбанг итд). Трећи аутобуски терминал, Северна Кота Кинабалу у округу Инанам, опслужује међуградске аутобусе који иду према дестинацијама северно и североисточно од града (Ранау, Сандакан, Лахад Дату, Тавау, Семпорна итд). Таксији су доступни у целом граду.
Железнички систем, раније познат као Северна Борнео железница, основала је 1896. године британска компанија Северни Борнео. Изграђен је за главну сврху превоза робе из унутрашњег одељења до луке у Јеселтону (данас Кота Кинабалу) током британске окупације. Железничка линија повезује Тањунг Ару у Кота Кинабалу са Теномом и неколико других градова између њих и једини је железнички систем који ради у Источној Малезији. Данас је железничка линија позната као Западна линија, а њоме управља државна железница Сабах, пружајући свакодневне услуге за путнике, као и за превоз терета. Одвојена компанија Северна железница на Борнеу организује путовања, која углавном служе за туристе. Ова услуга парног воза саобраћала је само суботом и средом ујутру од станице Тањунг Ару до станице Кинарут пре него што се вратила на бившу станицу. Године 2016. железничка станица Тањунг Ару премештена је у Аеропод са новим терминалом и више јавних објеката.

### Аеродром
Међународни аеродром Кота Кинабалу је главно средиште за Малејша ерлајнс и секундарно седиште за AirAsia и MASwings. Има један терминал и други је најпрометнији аеродром у Малезији након међународног аеродрома у Куала Лумпуру и један је од главних улаза у Сабах и Источну Малезију. Поред домаћих летова унутар Сабаха и Малезије, међународни аеродром Кота Канабалу се опслужује и међународним летовима до неколико градова југоисточне и североисточне Азије, као и Перта у Аустралији.

### Море
Кота Кинабалу има две луке: луку Кота Кинабалу и Сепангар Бај. Лука Кота Кинабалу углавном превози расути терет, док Сепангар Бај служи као поморска база краљевске малезијске морнарице и складиште нафте, поред руковања теретом у контејнеру. Године 2004. лука Кота Кинабалу руковала је са око 3,6 милиона тона терета, трећи по висини у држави након лука Сандакан и Тавау. Међутим, њиме рукује највећи број интермодалних контејнера у држави, са 153,793 двадесет стопа еквивалентних јединица контејнера 2006. године. Лука залива Сепангар има годишњи капацитет од 200,000 ТЕУ од када је завршен њен терминал за контејнере.
Трајектна служба Кота Кинабалу послује са путничким трајектним терминалом који се налази у Јеселтону, пружајући трајектне и моторне чамце за оближња острва. Такође, постоје редовни линијски превози до Лабуана.

## Остале комуналне услуге

### Судови и спровођење закона
Судски комплекс Кота Кинабалу налази се дуж пута Кебајикан. Садржи три виша суда, шест прекршајних судова, шест заседања, укључујући суд за сексуално насиље над дететом и савезни суд. Још један суд за шеријатски закон, такође, се налазио у области Сембулан.
Штаб контингента полиције Сабах налази се у Кепајану. У граду постоје два окружна седишта, седиште полиције округа Кота Кинабалу смештено у Карамунсингу и седиште округа Пенампанг. Обоје, такође, функционишу као полицијске станице. Остале полицијске станице налазе се у Тањунг Ару, Путатану и Менгаталу. Полицијске подстанице налазе се у Луиангу, Ликасу, Телипоку и Бабагону. Градско седиште саобраћајне полиције налази се уз Лоронг Девану у близини улице Гаја, а седиште морске полиције налази се у близини градског трајектног терминала дуж пута Тун Разак.
Централни затвор Кота Кинабалу се налази у месту Кепајан. У већини полицијских станица широм града налазе се привремени затвори или затворске ћелије.

### Здравствена заштита
У Кота Кинабалу постоје три јавне болнице, шест јавних амбуланти, две здравствене амбуланте за децу и мајке, шест сеоских клиника, једна мобилна клиника и шест клиника Малезија. Општа болница краљице Елизабете, која се налази дуж пута Пенампанг, названа је по краљици Елизабети II, највећа је јавна болница у држави са 589 кревета. Изграђен 1957. године, најважнији је здравствени центар у граду и једна од три опште болнице у Сабаху. Болница краљице Елизабете II основана је тада након куповине некадашње зграде медицинског центра Сабах 2009. године. Друга главна владина болница углавном се користи као центар за срчане болести. Болница Wanita dan Kanak-kanak служи као институт за мајку и дете. Болница Mesra Bukit Padang, која је отворена 1971. године, пружа психијатријске услуге за целу државу.
Специјална болница КПЈ је највећа приватна болница са 245 кревета. Поред тога, пет других великих приватних здравствених установа су „Гленеаглес Кота Кинабалу” са 200 кревета, медицински центар Јеселтон са 73 кревета, специјални центар Дамај са 56 кревета и медицински центар Рафлесја са 33 кревета.

### Образовање
У граду и око њега постоји много државних школа. Међу добро успостављеним и престижним интернатима у Сабаху је и природна средња школа која се налази у Букит Падангу.
У граду постоје независне приватне школе. Међу њима су средња школа Сабах Тшунг Тшин, средња школа Киан Кок, Мактаб Насионал и средња школа Сери Инсан.
Часови обично почињу у 7 ујутру и завршава се у 1 поподне, осим за интернате у којима настава почиње већ у 6:30 ујутро и завршава се у 2 после подне. Деца узраста од седам година морају похађати основно образовање које се састоји од шест година учења, док деца узраста тринаест година могу да похађају ниже средње школе три године. Након завршетка нижег секундарног испита, студенти улазе у средње образовање, где ће бити преусмерени у науке или уметности на основу резултата испитивања. Студенти који одлуче да студирају у интернатима биће усмерени у науке. Тренутно у Сабаху постоје четири интерната.
Постоје две међународне школе које раде по британском курикулуму. Међународна школа Кинабалу део је федерације британских међународних школа у Јужној и Источној Азији. Обе енглеске средње школе су у Букит Падангу. Остале међународне школе су јапанска школа Кинабалу, једна од четири јапанске школе у Малезији и индонежанска школа Кота Кинабалу. Обе школе намењене су деци јапанских и индонежанских емиграната који раде и живе око града.
Универзитет Сабах, основан 1994. године, највећи је универзитет у Сабаху. Његов главни кампус је на 999-acre (4,04 km2), на брду према Јужно кинеском мору у заливу Сепангар, око 10 километара северно од центра града. Ботаничка башта од 6 хектара предложена је за његов кампус 2010. године. Има представништво у Лабуану и Сандакану. Најстарији универзитет у Сабаху је Универзитет технологије Сабах који је 1973. године основан.
У граду постоје приватни факултети и једно политехничко предузеће. Многи имућни становници шаљу своју децу у иностранство како би стекли средњошколско или терцијарно образовање.

### Библиотеке
Седиште државне библиотеке Сабах налази се на путу Тасик поред пута Мактаб Гаја, док је његово главно председништво у Тањунг Ару, као главне библиотеке у држави. Остале јавне библиотеке укључују градску (регионалну) библиотеку Кота Кинабалу, Пенампанг и сеоску библиотеку Менгатал. Њима управља одељење државне библиотеке Сабах. Остале или приватне библиотеке могу се наћи у школама, колеџима или универзитетима.

### Бесплатне Wi-Fi зоне
Град је најавио 23. септембра 2017. године јавну и туристичку употребу у граду са бесплатним приступом Интернету путем оптичких влакана који повезује Западну и Источну Малезију. Сваки корисник има право на квоту од 10 гигабајта без ограничења временског приступа сваког дана.

## Култура и разонода

### Атракције и места за рекреацију

#### Културни
У Кота Кинабалу постоји низ културних места. Државни музеј Сабах, смештен у близини болнице краљице Елизабете, главни је музеј Сабаха. У близини музеја налазе се научно-технолошки центар, уметничка галерија Сабах и етно ботанички вртови. Уметничка галерија Висма Будаја у центру града домаћин је неколико националних, али и регионалних уметничких изложби. Садрже културно удружење Кадазан-Дусун. Домаћин је годишњег фестивала Каматан и такмичења лепоте, које се истовремено одржава, у мају. Културно село Монсопиад садржи културне емисије повезане са културом Кадазан-Дусун. Час традиционалног кувања на Борнеу је још једна атракција са циљем да се промовише традиционална храна и аутохтона култура.

#### Историјски
Трг Мердека или такође познато као „градско поље“ је место на коме се догодило проглашење Сабахове независности и формирање Малезије. Декларацију је најавио први главни министар Сабахина Фуад Стивенс 16. септембра 1963. године, познат и као Дан Малезије. Данас се на овој локацији одржава годишња прослава Дана града 2. фебруара, прослава Дана Мердеке 31. августа, као и низ других прослава.
Сатни торањ Аткинсон изграђен је 1905. године. Раније се користио као навигационо помагало за бродове. То је само једна од три зграде пре Другог светског рата које су преживеле рат. Ратни меморијал Петагас посвећен је умрлима у јапанској царској војсци током Другог светског рата. Споменик Double Six, који се налази у Сембулану, такође је посвећен сећању на првог главног министра Сабаха и још шест државних министара који су погинули у авионској несрећи познатој као трагедија Double Six 6. јуна 1976.

#### Подручја за разоноду и заштиту
У Кота Кинабалу и око њега има много места за одмор и заштићена подручја. Ањунг Самудра је забавно место на обали у центру града које садржи ресторане, кафиће, пабове и ноћни клуб. Турски клуб у Тањунг Ару организује недељне коњске трке, али се од тада затворио и преселио на тркалиште Тамбаланг у Туарану због проширења међународног аеродрома Кота Кинабалу. Северна железница Борнео, која своје путовање започиње од станице Тањунг Ару, нуди обилазак села у дивизији Западне обале и унутрашњих послова. Путовање железницом завршава се у граду Теном. Голф и сеоски клуб Сутера Харбор у близини центра града изграђени су на обновљеном земљишту. Садрже марину и два хотела.
Тањунг Ару, смештен око 10 километара од центра града, једна је од плажа дуж западне обале. Име му је изведено из дрвећа Casuarina које расте на обали. Плажа је 3 километара дугачка. Паркинг је повећан откако су претходне зграде на том месту срушене 2017. године. У близини Тањунг Аруа налази се голф клуб Кинабалу, ботанички парк и одмаралиште. Парк је доступан јавности, док је за остале потребна дозвола. Ова плажа је позната по погледу на залазак сунца.
Смештено унутар подручја залива Ликас налази се градско уточиште за птице Кота Кинабалу. Са површином од 24 acres (9,7 ha), једно је од ретких преосталих места мангрове шуме које су некада опсежно постојале дуж приобалног региона Кота Кинабалу. Државна влада сачувала га је у септембру 1996. године како би помогла и подстакла боље разумевање и свест о вредности мочвара. Зоолошки и ботанички парк Сабах (парк дивљих животиња Лок Кави) у Лок Кавију, око 20 километара јужно од града, налази се први зоолошки врт у Сабаху. Постављено на 280-acre (1,1 km2) је вероватно највећи зоолошки врт у Малезији. Акваријум Зелена веза непосредно испред центра Кота Кинабалу приказује биолошку разноликост риба, корала и гмизаваца Сабаха, са експонатима у многим воденим екосистемима Сабаха. У акваријуму налазе се ајкуле, раже, корали, рибе и змије.
Парк Фуад Стивенс локално становништво користи за трчање и планинарење. Окружен је шумом, а такође садржи и вештачко језеро. Има неколико тезги са храном и ресторанима. Парк Тунку Абдул Рахман је државни парк који се састоји од острва Сапи, Мамутик, Манукан, Сулуг и Гаја. Парк је око 10 до 15 минута вожње бродом од градског трајектног терминала. Река Бабагон у Пенампангу и водопади Киансом код Инанама такође су места која се посећују за пикнике и купање.
Изван града налази се парк Крокер, 80 km планинског ланца на југоистоку града. Уобичајено је место за планинарење и камповање у џунгли. Кота Кинабалу је, такође, улаз у једно од најпопуларнијих заштићених подручја у Малезији, парк Кинабалу. Парк је удаљен два сата вожње од града и ту се налази планина Кинабалу, која је десети највиши врх у југоисточној Азији и највиши у Малезији. Шумски резерват Рафлесиа у близини Тамбунана, који је 30 километара удаљен од Кота Кинабалу, такође је у границама националног парка Крокер. Крокодилова фарма Туаран, око 30 километара северно од града, у свом затвореном простору има око 1400 крокодила, што га чини највећим те врсте у Сабаху.

#### Остале знаменитости
Кула Тун Мустафа (бивша зграда фондације Сабах) удаљена је око 10 минута вожње од центра града. Ова стаклена зграда од 30 спратова, једна је од само три зграда на свету изграђена овом методом.
Остале зграде и локалитети у граду су сојенице на киповима пронађена у областима Сембулан, Тањунг Ару, Кампунг Ликас и Кампунг Пондо на острву Гаја. Ове куће су изграђене на плитким обалним водама и домови су за становнике Баџао и Сулука.
Државна џамија Сабах у Сембулану је главна џамија у граду. Градска џамија у заливу Ликас још је једна значајна знаменитост у граду. На врху брда у граду налази се и масонска сала.
Опсерваторија Сигнал Хил нуди сликовит поглед на центар града, острва и море 

#### Шопинг
Кота Кинабалу садржи бројне тржне центре, међу којима је и највећи хипермални центар у Кота Кинабалу. Карамунсинг је подручје које има више рачунарских радњи по становнику него било где другде у Сабаху. У понуди имају широку палету предмета од традиционалних етничких културних сувенира до кућних љубимаца и цвећа. На занатској пијаци Кота Кинабалу (раније познатој као филипинска пијаца) налазе се продавци који продају традиционалне рукотворине, сувенире и храну.

#### Забава
У Кота Кинабалу постоји шест биоскопа. Један се налази у тржном центру, док се други налази у центру. Оба биоскопа имају по осам биоскопских сала. Садрже куглане и билијар. МБО биоскопи капацитета 1.038 налазе се у тржном центру Имаго.
Кота Кинабалу је добро познат као тржиште морских плодова. По граду постоји много ресторана те хране.

### Спорт
Спортски комплекс Ликас у Кота Кинабалу пружа разне спортске и рекреативне садржаје за јавну употребу. Има, између осталих, фудбалски стадион са 20.000 седишта, терене за бадминтон, тенис и сквош, теретану, базен олимпијске величине, полигон за вожњу, хокејашке терене и нови парк који се састоји од скејт парка и затворени пењачки центар. То је највећи спортски комплекс у држави и био је домаћин бројних националних, као и међународних спортских догађаја. У Пенампангу постоји још један спортски комплекс који такође има фудбалски стадион.
У Кота Кинабалу постоје четири голф терена.
Кинабалу је био домаћин многих националних спортских догађаја, као што су светско првенство у каратеу и бадминтону 2008.

### Музика
Кота Кинабалу је дом једног од омиљених азијских џез фестивала. То је постао годишњи догађај. Међународни извођачи, награђиване корејске џез диве, хонгконшке, малезијске и из Велике Британије, сви су раније наступали на фестивалу. Поклапајући се са Унесковом прославом Међународног дана џеза 2019. године, обележавали су инаугурацију у Кота Кинабалу изложбама локалних џез уметника, као и из региона.
Садрже један бесплатни месечни часопис Кота Кинабалу који промовише локалну музику. Часопис је покренут у марту 2009. године, а подржала га је локална влада, а Сабахов министар културе, заштите животне средине и туризма Масиди Мањун га је навео као публикацију која ће представити и промовисати нове локалне музичаре, док ће служити најновије информације на локалној сцени забаве.

### Радио станица
Неколико локалних радио станица има своју канцеларију у граду.

## Међународни односи
Неколико држава основало је своје конзулате у Кота Кинабалу, укључујући Аустралију, Брунеј, Кину, Чешку, Данску, Француску, Финску, Индонезију, Јапан, Норвешку, Панаму, Румунију, Словачку, Шпанију, Шведску и Уједињено Краљевство. Русија је 2018. године основала своју подружницу руског центра за науку и културу како би проширила постојећу сарадњу између Малезије и Русије у културној, економској и образовној сфери.

### Братски градови
Кота Кинабалу тренутно има шеснаест братских градова:
- Рокингам, Аустралијa.[143]
- Хангџоу, Кинa.[144][145][146]
- Хејуан, Кина.[146][147]
- Ђангмен, Кина.[146][148]
- Вухан, Кина.[146][149]
- Си'ан, Кина.[150][151][152]
- Чанђиганг, Кина.[153]
- Антананариво, Мадагаскар.[154]
- Владивосток, Русија.[155]
- Капиеонг, Јужна Кореја.[156][157]
- Јонгин, Јужна Кореја.[158][159]
- Јеосу, Јужна Кореја.[148]
- Тајпеј, Тајван.[160]
- Таојуан, Тајван.[160][161]
- Рачабури, Тајланд.[162]
- Портланд, Сједињене Америчке Државе.[163]